# R-16 Korea
R-16 Korea é uma competição anual e um festival cultural de breakdance organizado pela Korea Tourism Organization e pelo Governo da Coreia do Sul. O principal evento reúne dezesseis crews de quinze países diferentes que disputam dois títulos: melhor performance e batalha de crews. O festival também conta com grafiteiros e músicos de hip hop.

## Vencedores dos crews
| Ano  | Localidade             | 1º lugar na batalha | 2º lugar na batalha | Melhor Mostruário |
| ---- | ---------------------- | ------------------- | ------------------- | ----------------- |
| 2009 | Incheon, Coreia do Sul | All Area Crew       | Top 9 Crew          | All Area Crew     |
| 2008 | Suwon, Coreia do Sul   | Gamblerz Crew       | Top 9 Crew          | Top 9 Crew        |
| 2007 | Seoul, Coreia do Sul   | Rivers Crew         | Flow Mo Crew        | Mortal Combat     |